# Lü Yuanyang
Lü Yuanyang (förenklad kinesiska: 吕远洋; traditionell kinesiska: 呂遠洋; pinyin: Lǚ Yuǎnyáng), född den 22 juni 1983 i Chongqing i Kina, är en kinesisk gymnast.
Hon tog OS-silver i rytmisk gymnastik för trupper i samband med de olympiska gymnastiktävlingarna 2008 i Peking.